# Operazione Mare Verde
L'operazione Mare Verde nel 1970 (conosciuta in portoghese come Operação Mar Verde e nota anche fuori dal Portogallo come invasione portoghese della Guinea) è stato un attacco via mare nella zona di Conakry della Guinea, da parte di 350/420 soldati portoghesi.
Gli obiettivi dell'operazione, incluso il rovesciamento del regime di Ahmed Sékou Touré, furono la cattura del leader del Partito Africano per l'Indipendenza della Guinea e di Capo Verde (in breve: PAIGC), la distruzione di mezzi navali e aerei del PAIGC e dei suoi sostenitori della Guinea ed il salvataggio dei prigionieri di guerra portoghesi detenuti a Conakry.
Gli aggressori si ritirarono dopo il salvataggio dei prigionieri e dopo la distruzione di alcune navi PAIGC e infrastrutture dell'aviazione della Guinea, ma non riuscirono a catturare Amílcar Cabral, il leader dei guerriglieri PAIGC.

## Ambiente
Nel 1952, Ahmed Sékou Touré diventò il leader del Partito Democratico della Guinea (PDG). Nel 1957, la Guinea ebbe un'elezione in cui il PDG vinse 56 dei 60 seggi. Il PDG condusse un plebiscito nel settembre 1958 con la quale i guineani optarono per l'indipendenza immediata, piuttosto che per l'associazione continua con la Francia. I francesi si ritirarono e, il 2 ottobre 1958, la Guinea si proclamò la repubblica indipendente con Touré come Presidente.
Nel 1960 Tourè accolse con favore la Guinea, sostenendo Amílcar Cabral e la sua organizzazione, il PAIGC, che stava cercando l'indipendenza della Guinea portoghese (ora Guinea-Bissau) e di Capo Verde dal Portogallo. Nel 1961, il PAIGC iniziò la guerra d'indipendenza della Guinea-Bissau.

## Attacco
Nella notte del 21-22 novembre del 1970 circa 200 guineani armati - vestiti con uniformi simili a quelle dell'esercito della Guinea e comandati da ufficiali portoghesi - e 220 soldati afro-portoghesi e portoghesi sbarcarono in alcune zone intorno a Conakry. I soldati sbarcarono da quattro navi, tra cui un LST e una nave da carico e alcune navi di riserva da parte del PAIGC. Altri atterrarono vicino alla casa del presidente Touré, che bruciarono. Touré in quel momento si trovava nel palazzo presidenziale. Altri soldati presero il controllo della principale centrale elettrica della città, catturarono il quartier generale del PAIGC (ma non Amílcar Cabral), e liberarono 26 prigionieri portoghesi che erano detenuti dal PAIGC. Dato che né Cabral né Touré non furono trovati, gli incursori si ritirarono dopo aver subito perdite minori.

## Conseguenze

### Purghe interne in Guinea
Entro una settimana dall'invasione, Tourè istituì una commissione di dieci persone, l'"Haut-Commandement" (Alto comando). L'Alto Comando curò gli arresti, le detenzioni senza processo e le esecuzioni. Le azioni dell'Alto Comando decimarono le file dei funzionari governativi e di polizia. Fra le vittime vi erano il presidente della Banca Centrale della Repubblica di Guinea e il Ministro delle Finanze Ousmane Baldé. Dopo un processo durato cinque giorni, il 23 gennaio 1971, il Supremo Tribunale Rivoluzionario ordinò 29 esecuzioni (effettuate tre giorni più tardi), 33 condanne a morte in contumacia, 68 ergastoli ai lavori forzati e 17 ordini di confisca di tutti i beni. Le truppe luso-africane che avevano disertato in Guinea ricevettero numerose condanne. 89 di coloro accusati loro furono rilasciati, ma alcune persone "scomparvero" in carcere o vennero giustiziate. Vennero fucilati inoltre i membri del partito di governo (tra cui i capi del partito del quartiere di Conakry), il capo della polizia di Conakry, un segretario del presidente, un vic ministro delle finanze e almeno cinque soldati della Guinea. Il destino degli altri cittadini europei arrestati non è ancora noto. Tra coloro che hanno ricevuto condanne a vita vi erano ex ministri del governo, capi di industrie statali, un ex governatore regionale e due funzionari del Museo Nazionale. Nel luglio 1971, Touré purgò l'esercito di alcuni dei suoi funzionari. Nel mese di aprile 1973, purgò invece il suo regime di alcuni dei suoi ministri.

### Condanna politica
L'8 dicembre 1970, il Consiglio di sicurezza dell'ONU approvò la Risoluzione 290, che condannava il Portogallo per l'invasione della Guinea, invitandolo a rispettare i principi di autodeterminazione e d'indipendenza verso la Guinea. L'11 dicembre 1970, l'Organizzazione dell'Unità Africana (OUA) approvò una risoluzione all'unanimità condannando l'invasione.
Nigeria e Algeria offrirono sostegno alla Guinea e l'Unione Sovietica inviò navi da guerra per evitare ulteriori operazioni militari contro il regime di Touré e contro le basi PAIGC in Guinea.
| Controllo di autorità | LCCN (EN) sh85057769 · J9U (EN, HE) 987007543302605171 |